# Eriochloa michauxii
Eriochloa michauxii är en gräsart som först beskrevs av Jean Louis Marie Poiret, och fick sitt nu gällande namn av Albert Spear Hitchcock. Eriochloa michauxii ingår i släktet Eriochloa och familjen gräs. Inga underarter finns listade i Catalogue of Life.